# Angela Denoke
Angela Denoke (* 27. November 1961 in Stade) ist eine deutsche Opern-, Lied- und Konzertsängerin (Sopran). Sie gehört zu den führenden Sängerinnen ihrer Generation. 

## Leben
Angela Denoke wuchs zusammen mit zwei Geschwistern in einem musikalischen Elternhaus in Stade auf. Bereits die Vierjährige entdeckte für sich das Klavier als Instrument und spielte im Alter von 6 Jahren erstmals öffentlich. Sie studierte zunächst Schulmusik, ehe sie ein Gesangsstudium an der Hochschule für Musik und Theater Hamburg bei Ingrid Kremling aufnahm.
Ihr erstes Engagement erhielt Angela Denoke 1992–1996 am Theater Ulm. Sie sang dort u. a. Fiordiligi (Così fan tutte), Donna Anna (Don Giovanni) und Agathe (Der Freischütz). Angela Denoke sang auch die Titelrolle der Marschallin in (Der Rosenkavalier) von Richard Strauss am Theater Ulm, in einer Inszenierung von Peter Pikl, unter der musikalischen Leitung von James Allen Gähres, im September 1994. Dies war gleichzeitig ihr Debüt als Marschallin. Von 1996 bis 2000 gehörte sie zum Ensemble der Stuttgarter Oper und sang dort u. a. Eva (Die Meistersinger von Nürnberg), Lisa (Pique Dame), Marie (Wozzeck), Sieglinde (Die Walküre) und Marschallin (Der Rosenkavalier).
An der Staatsoper Wien debütierte Angela Denoke 1997 als Marschallin. 2000 folgten Elisabeth in Tannhäuser, Tatjana in Eugen Onegin und Hanna Glawari in Die lustige Witwe, 2002 die Titelrolle in Jenůfa, 2004 Marietta in Die tote Stadt in Koproduktion mit den Salzburger Festspielen und Kundry in Parsifal, 2007 die Titelrolle in Arabella, 2009/2010 die Titelrollen in Salome und Lady Macbeth von Mzensk und 2016 die Rolle der Küsterin in Jenůfa. Im Rahmen der Salzburger Festspiele sang sie 1997 Marie (Wozzeck), 1998 die Titelrolle in Káťa Kabanová und 2015 in Die Eroberung von Mexico von Wolfgang Rihm.
Weitere Partien Denokes sind Elsa (Lohengrin), Chrysothemis (Elektra), die Tochter (Cardillac), Emilia Marty (Die Sache Makropulos), Judit (Herzog Blaubarts Burg) und die Königin in Hans Heiling. 2013 debütierte sie an der Opera di Roma als Adriano (Rienzi).
Angela Denoke singt unter anderem an den nachfolgenden Opernbühnen: Metropolitan Opera (Debüt: Marschallin 2005), Covent Garden Opera, Bayerische Staatsoper München (Debüt: Salome 2006), Semperoper, Gran Teatre del Liceu, Opéra National de Paris, Théâtre du Châtelet Paris, Staatsoper Berlin, Nederlandse Opera Amsterdam, Teatro Real Madrid, Hamburgische Staatsoper, sowie in San Francisco und Chicago. 
In Oper und Konzert arbeitete sie mit Dirigenten wie Claudio Abbado, Daniel Barenboim, Sylvain Cambreling, Christoph Eschenbach, James Allen Gähres, Hartmut Haenchen, Zubin Mehta, Ingo Metzmacher, Kent Nagano, Seiji Ozawa, Mikhail Pletnev, Sir Simon Rattle, Donald Runnicles, Esa-Pekka Salonen, Giuseppe Sinopoli, Stefan Soltesz und Christian Thielemann.
Mehrere CD- und Videoproduktionen, Rundfunk- und Fernsehauftritte dokumentieren ihre künstlerische Tätigkeit.
Angela Denoke ist Mitglied der Freien Akademie der Künste Hamburg.

## Ehrungen und Auszeichnungen
- 1999: Sängerin des Jahres der Zeitschrift Opernwelt
- 2007: Der Faust-Theaterpreis für die Beste Sängerdarstellerleistung im Musiktheater
- 2009: Österreichische Kammersängerin
- 2023: Österreichischer Musiktheaterpreis – Beste Regie für Salome – Tiroler Landestheater Innsbruck[3]